# Folkdräkter från Västergötland

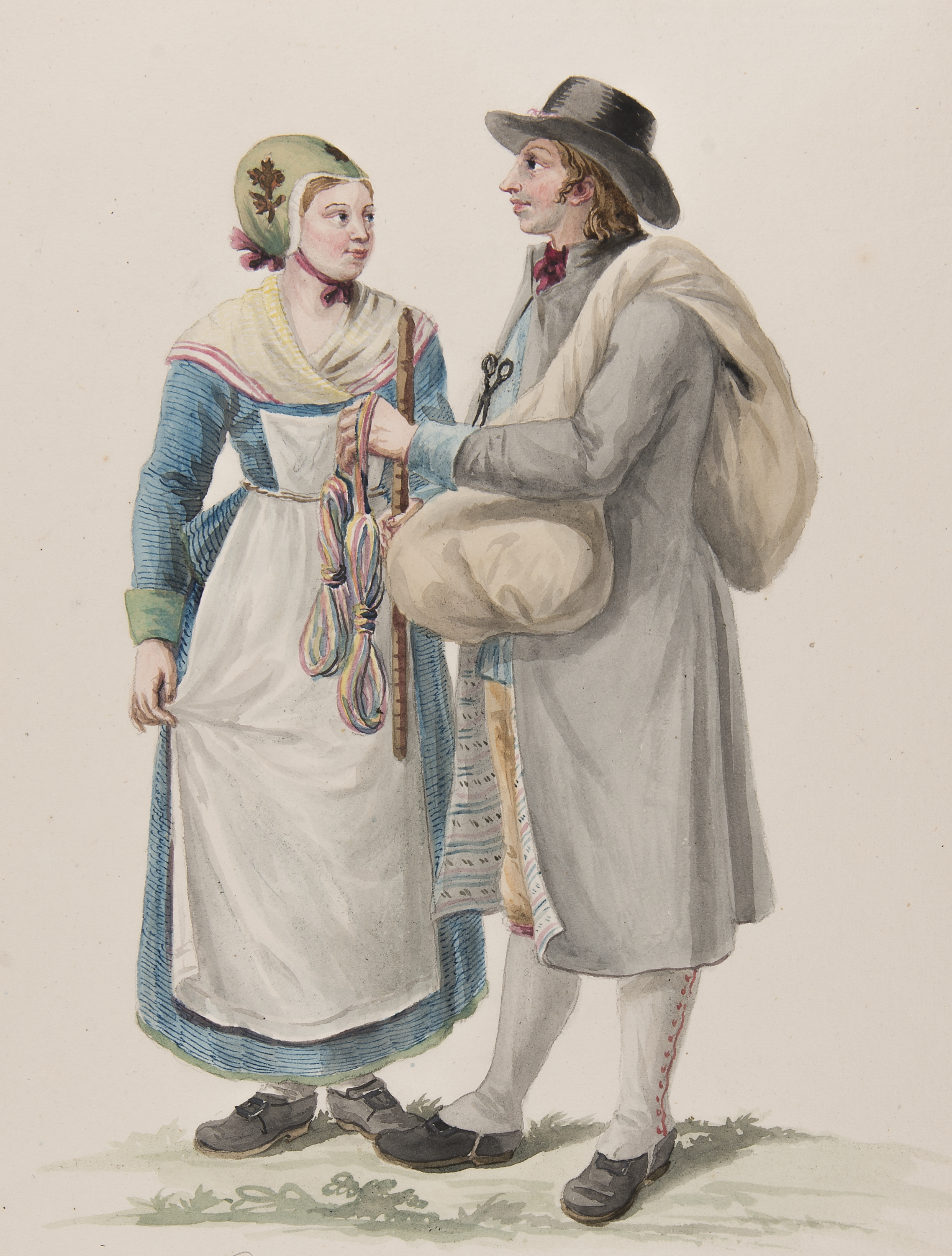
Dräkt. Habitants de la Westergothie En knalle och en kvinna. Akvarell i storformat av C.W Swedman - Nordiska museet - NMA.0070174 (1)

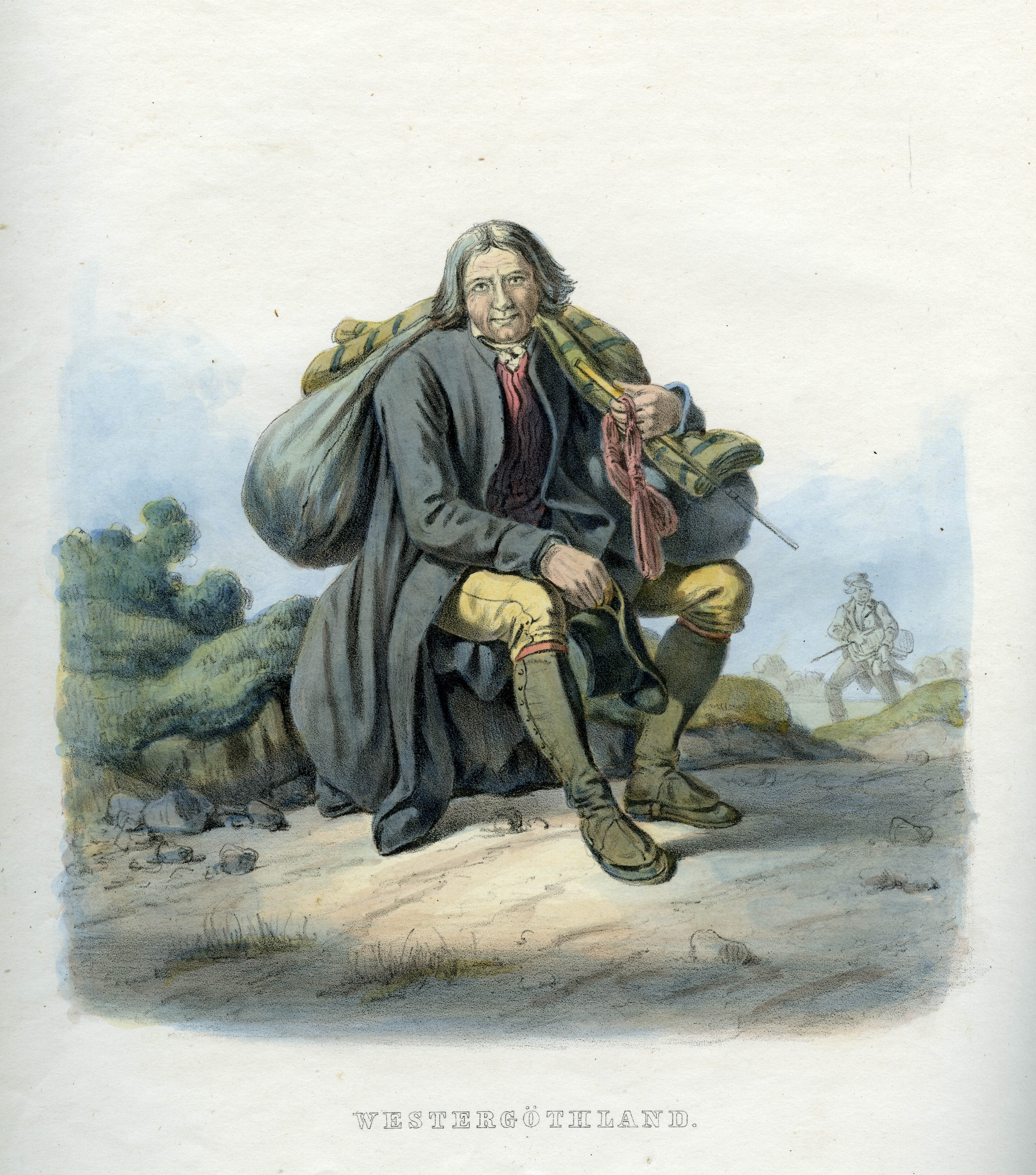
Dahlström (1863) pl017 Västergötland

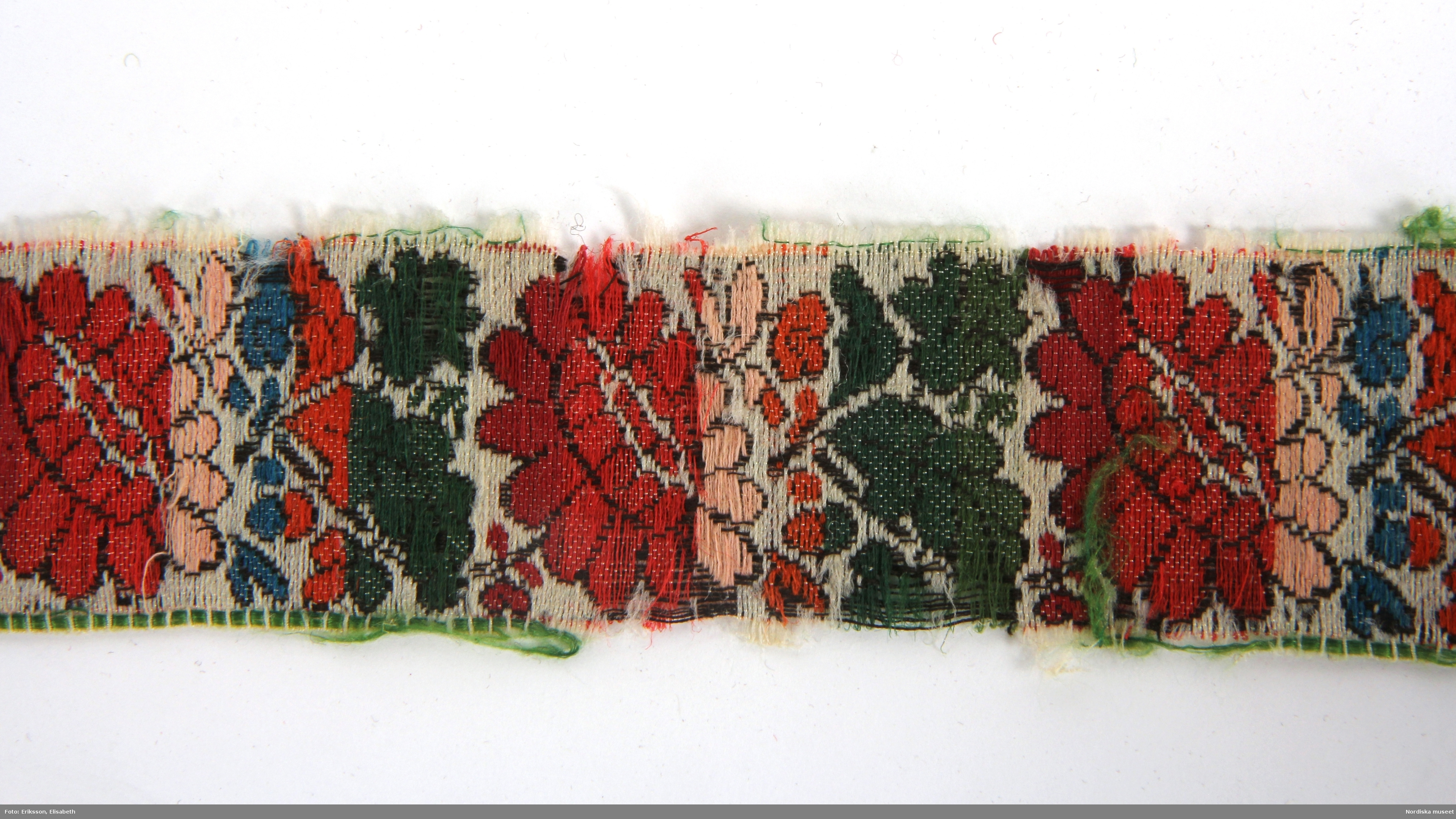
Huvudliggaren (år 1883), 35.726 Brudgumsdräkt fr. Toarps sn. Ås hd. Västergötland. a - Nordiska museet - NM.0035726E-1 (1)

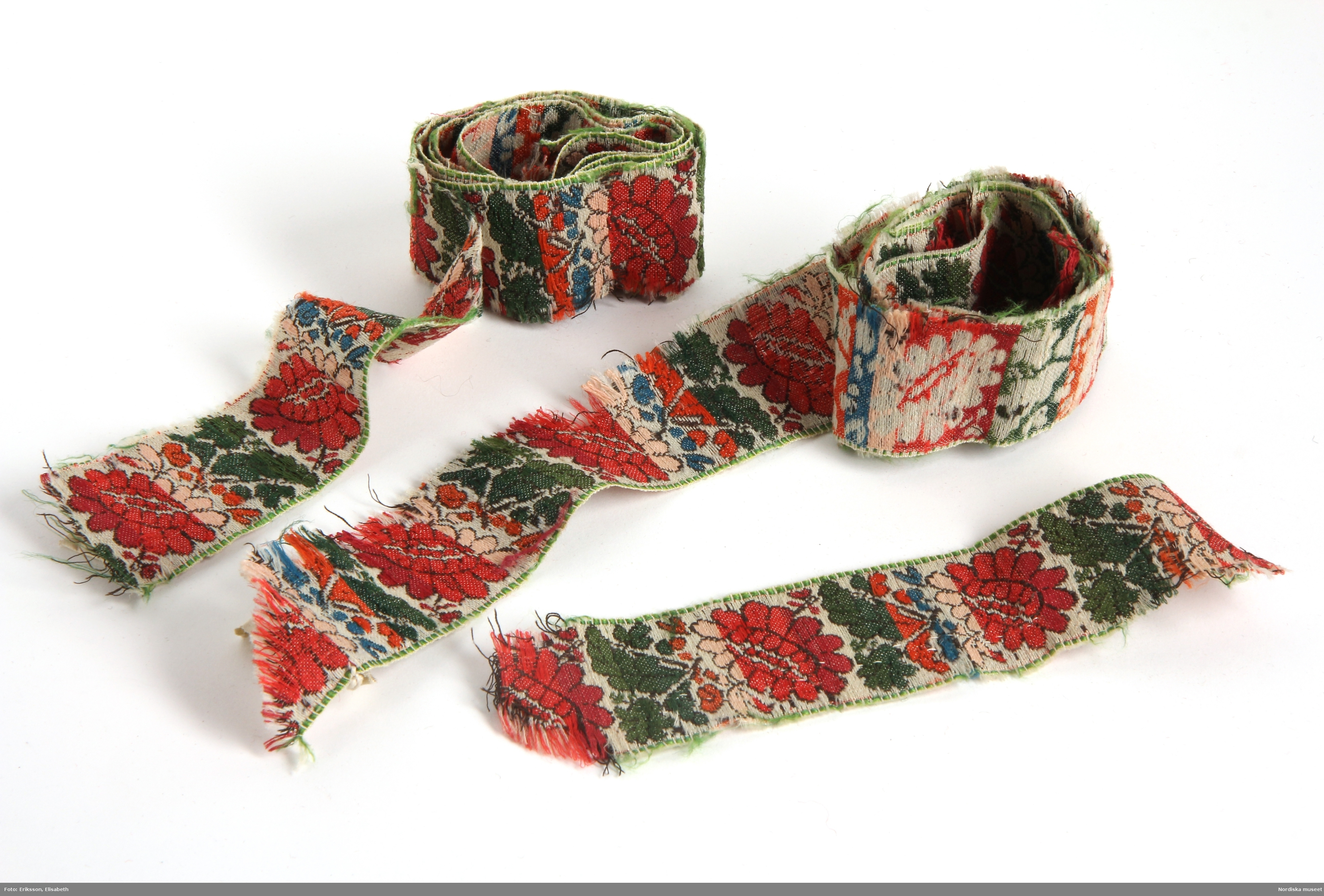
Huvudliggaren (år 1883), 35.726 Brudgumsdräkt fr. Toarps sn. Ås hd. Västergötland. a - Nordiska museet - NM.0035726E-2

Det här är en förteckning över folkdräkter från Västergötland. Västergötland har 59 dräkter, 42 kvinnodräkter och 17 mansdräkter.
I tabellen nedan ses en förteckning över västgötska folkdräkter. I tabellen ses var dräkten kommer ifrån, om det är en kvinno- eller mansdräkt, om den är dokumenterad, rekonstruerad eller komponerad, när den återupptogs i bruk, om det finns varianter samt ytterplagg. Tabellen bygger på Ulla Centergrans inventering av folkdräkter i Sverige 1988–1993, som publicerades i bokform av Nämnden för hemslöjdsfrågor och LRF:s kulturråd 1993. Syftet var att underlätta för den som ville skaffa sig en egen dräkt att lättare få en överblick över de som fanns.
Då landskaps- och länsgränser inte sammanfaller anges län i tabellen.
| Län                     | Dräkt             | Kön    | Ursprung      | Återupptogs | Finns varianter | Ytterplagg | Källa       |
| Göteborgs- och Bohuslän | Mölndal           | Kvinna | Komponerad    | 1984        |                 |            | [ 1 ]       |
| Älvsborgs län, södra    | Bollebygd         | Kvinna | Dokumenterad  | 1938        |                 | Tröja      | [ 1 ]       |
| Älvsborgs län, södra    | Bollebygd         | Man    | Dokumenterad  | 1940-talet  |                 | Långrock   | [ 1 ]       |
| Älvsborgs län, södra    | Gäsene härad      | Kvinna | Rekonstruerad | 1938        |                 |            | [ 1 ]       |
| Älvsborgs län, södra    | Hedared           | Kvinna | Komponerad    | 1979        |                 |            | [ 1 ]       |
| Älvsborgs län, södra    | Kinds härad       | Kvinna | Dokumenterad  | 1946        |                 |            | [ 1 ]       |
| Älvsborgs län, södra    | Kinds härad       | Man    | Rekonstruerad | 1946        |                 | Tröja      | [ 1 ]       |
| Älvsborgs län, södra    | Marks härad       | Kvinna | Dokumenterad  | 1938        | Ja              | Tröja      | [ 1 ]       |
| Älvsborgs län, södra    | Marks härad       | Man    | Dokumenterad  | 1942        | Ja              | Tröja      | [ 1 ]       |
| Älvsborgs län, södra    | Redväg            | Kvinna | Rekonstruerad | 1955        |                 |            | [ 1 ]       |
| Älvsborgs län, södra    | Södra Marks härad | Kvinna | Rekonstruerad | 1975        |                 | Tröja      | [ 1 ]       |
| Älvsborgs län, södra    | Toarp             | Kvinna | Dokumenterad  | 1922        | Ja              | Tröja      | [ 1 ]       |
| Älvsborgs län, södra    | Toarp             | Man    | Dokumenterad  | 1922        | Ja              | Långrock   | [ 1 ]       |
| Älvsborgs län, södra    | Vedens härad      | Kvinna | Rekonstruerad | 1957        |                 |            | [ 1 ]       |
| Älvborgs län, norra     | Ale härad         | Kvinna | Rekonstruerad | 1950-talet  |                 |            | [ 1 ]       |
| Älvborgs län, norra     | Bjärke            | Kvinna | Komponerad    | 1950-talet  |                 |            | [ 1 ] [ 2 ] |
| Älvborgs län, norra     | Bjärke            | Man    | Komponerad    | 1973        |                 |            | [ 1 ]       |
| Älvborgs län, norra     | Flundre-Väne      | Kvinna | Rekonstruerad | 1980        | Ja              |            | [ 1 ]       |
| Älvborgs län, norra     | Flundre-Väne      | Man    | Rekonstruerad | 1981        |                 |            | [ 1 ]       |
| Älvborgs län, norra     | Kullings          | Kvinna | Rekonstruerad | 1973        | Ja              | Tröja      | [ 1 ]       |
| Älvborgs län, norra     | Starrkärr         | Kvinna | Komponerad    | 1930-talet  |                 |            | [ 1 ]       |
| Älvborgs län, norra     | Tunge socken      | Kvinna | Dokumenterad  | 1940        | Ja              | Tröja      | [ 1 ]       |
| Älvborgs län, norra     | Tunge socken      | Man    | Dokumenterad  | 1940        |                 | Långrock   | [ 1 ]       |
| Älvborgs län, norra     | Tunhem            | Kvinna | Komponerad    | 1952        |                 |            | [ 1 ]       |